# Davia
Henriette Marie Ravenel dite Davia, née le 12 février 1898 à Paris 9e et morte le 29 septembre 1996  à Paris 16e, est une actrice et chanteuse française.

## Biographie

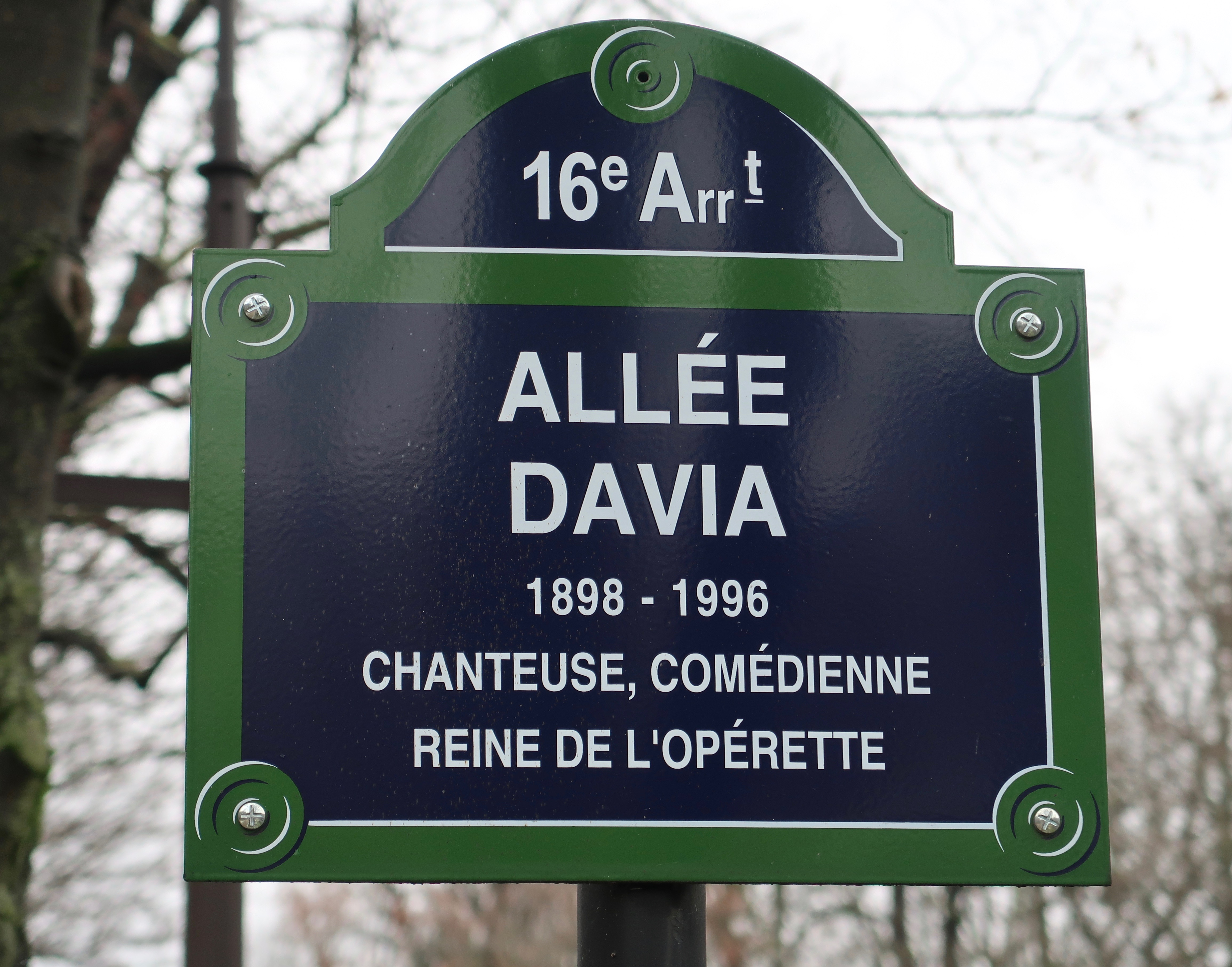
Plaque de l'allée Davia (Paris).

Davia a connu un grand succès, durant les Années folles et jusqu'à la Seconde Guerre mondiale, dans l'opérette et la comédie musicale, particulièrement distribuée par Albert Willemetz. Elle se produit entre autres au théâtre des Nouveautés et à celui des Bouffes-Parisiens. Après 1945, elle se dirige vers le théâtre et le cinéma, et interrompt sa carrière à la fin des années 1960.
Elle est la grand-tante de la comédienne Antoinette Guédy (1927-2013).
Elle meurt à Paris en 1996.

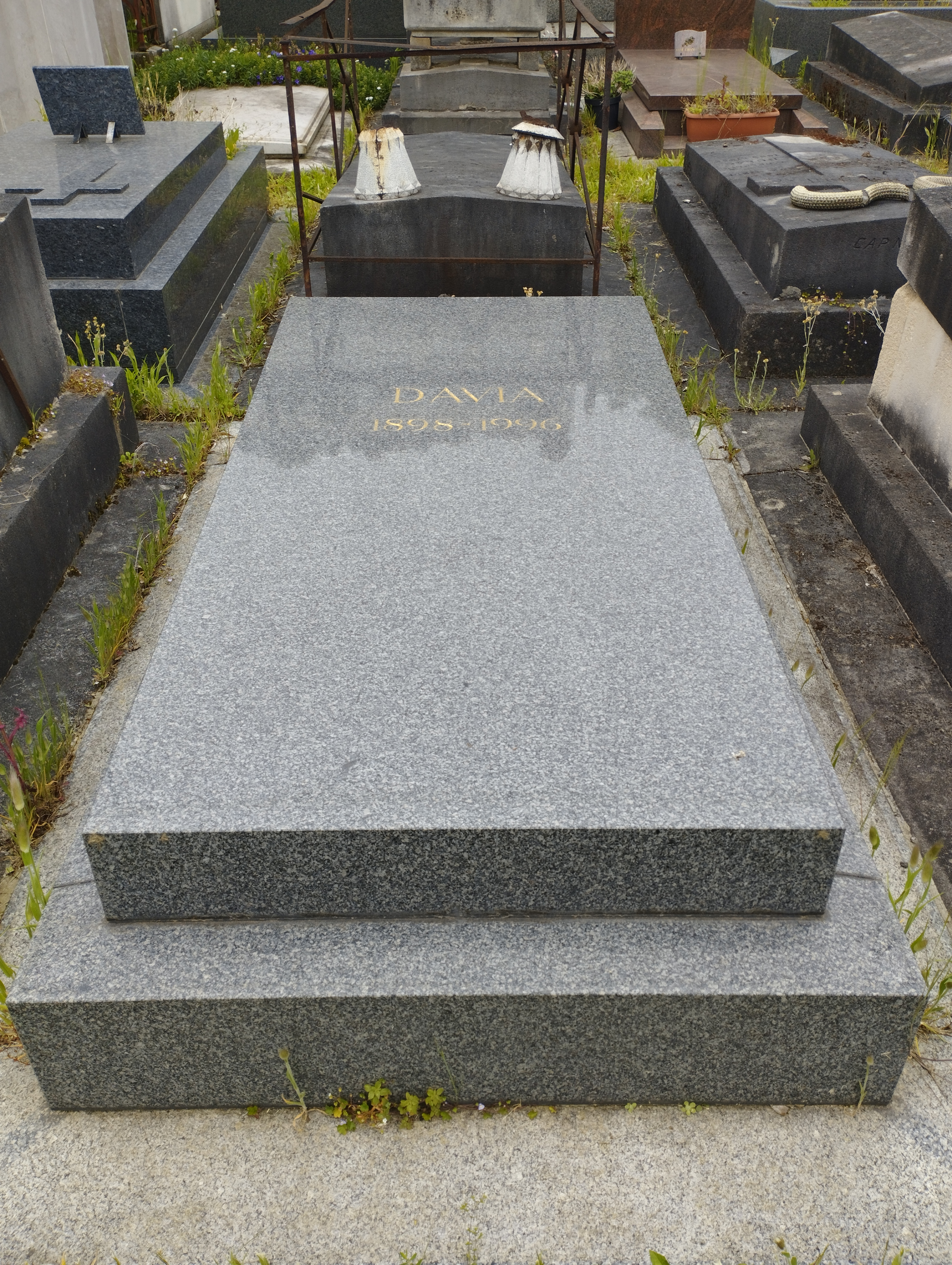
Tombe de Davia au cimetière de Passy (division 12).

Elle est inhumée au cimetière de Passy (division 12).
Une allée porte son nom dans le jardin du Ranelagh (16e arrondissement de Paris) depuis septembre 2011.

## Théâtre
- Jeanne, comédie en trois actes et quatre tableaux, Henri Duvernois, 1933
- Comte Obligado!, opérette en trois actes de André Barde (livret) et Raoul Moretti (musique), créée aux Théâtre des Nouveautés le 16 décembre 1927 : Mitaine
- Épouse-la!, opérette en trois actes de Pierre Veber (livret) et Henri Hirschmann (musique), créée au Femina le 15 janvier 1923 : Florise
- Madame, comédie opérette en trois actes de Albert Willemetz (livret) et Henri Christiné (musique), créée au Théâtre Daunou le 14 décembre 1923 : Chicorée
- Troublez-moi, opérette vaudeville en trois actes de Yves Mirande (livret) et Raoul Moretti (musique), créée aux Bouffes Parisiens le 17 septembre 1924 : Arlette
- J'adore ça, comédie musicale en trois actes de Albert Willemetz et Saint-Granier (livret) et Henri Christiné (musique), créée au Théâtre Daunou le 14 mars 1925 : Yvonne
- Elle ou moi ou The Right man in the right place, comédie musicale de Jean Bastia (livret) et Albert Chantrier (musique), créée au Théâtre Daunou le 29 août 1925 : Constance
- Riri, opérette en trois actes de Yves Mirande  et Albert Willemetz (livret) et Charles Borel-Clerc (musique), créée au Théâtre Daunou le 4 novembre 1925 : Pomme d'api
- Un bon garçon, opérette en trois actes de André Barde et Maurice Yvain (livret) et Maurice Yvain (musique), créée aux Théâtre des Nouveautés le 13 novembre 1926 : Camille Bouillon Falloux
- Lulu, opérette en trois actes de Serge Veber (livret) et Philippe Parès et Georges van Parys (musique), créée au Théâtre Daunou le 14 septembre 1927 : Yette
- Jean V, comédie musicale en trois actes de Jacques Bousquet, Henri Falk et André Barde (livret) et Maurice Yvain (musique), créée au Théâtre Daunou le 2 mars 1929
- Le Cœur y est, comédie musicale en trois actes de Raoul Praxy, Roger Bernstein et Fernand Vimont (livret) et Philippe Parès et Georges van Parys (musique), créée à l'Théâtre de l'Athénée le 20 mai 1930 : Simone Guéneau
- Vendredi 13, de François d'Orgeix, André Gabriello et Jean Loisel (livret) et Georges Matis (musique), créée aux Mathurins le 1er décembre 1931
- La Pouponnière, opérette en trois actes de René Pujol, Charles-Louis Pothier et Albert Willemetz (livret) et Casimir Oberfeld et Henri Verdun (musique), créée aux Bouffes Parisiens le 16 mai 1932 : Irma
- Oh ! Papa..., opérette en trois actes de André Barde (livret) et Maurice Yvain (musique), créée aux Théâtre des Nouveautés le 2 février 1933 : Monique
- Les Sœurs Hortensia, opérette en trois actes de Henri Duvernois et André Barde (livret) et Raoul Moretti (musique), créée aux Théâtre des Nouveautés le 11 avril 1934
- Vacances, opérette en trois actes de Henri Duvernois et André Barde (livret) et Maurice Yvain (musique), créée aux Théâtre des Nouveautés le 20 décembre 1934 : Martine
- Simone est comme ça, opérette en trois actes de Yves Mirande, Alex Madis, Jean Boyer, Albert Willemetz et André Hornez (livret) et Raoul Moretti (musique), créée aux Bouffes Parisiens le 5 mars 1936 : Lucette

## Filmographie
- 1932 : Passionnément de René Guissart : Julia
- 1933 : La Pouponnière de Jean Boyer : la bonne
- 1933 : Simone est comme ça de Karl Anton : Lucette
- 1934 : Quatre à Troyes, moyen métrage de Pierre-Jean Ducis
- 1937 : Un coup de rouge de Gaston Roudès
- 1938 : Trois Valses de Ludwig Berger
- 1951 : Seul dans Paris de Hervé Bromberger
- 1953 : Le Chasseur de chez Maxim's de Henri Diamant-Berger : Madame de Méry
- 1953 : Dortoir des grandes de Henri Decoin : Mlle Sergent
- 1953 : Cendrillon de Claude Barma et Gilles Margaritis, scénario Pierre Dumayet, première chaîne de la RTF, 24 décembre 1953
- 1966 : Pas de panique de Sergio Gobbi : Pia